# Stazione di San Cristoforo al Lago-Ischia
Stazione di San Cristoforo al Lago-Ischia vasútállomás Olaszországban, Trentino-Alto Adige régióban, Pergine Valsugana településen.

## Vasútvonalak
Az állomást az alábbi vasútvonalak érintik:
- Trento–Velence-vasútvonal

## Kapcsolódó állomások
A vasútállomáshoz az alábbi állomások vannak a legközelebb: 
- Stazione di Calceranica
- Stazione di Pergine